# Коан (Муромати)
Коан (яп. 康安 ко:ан) — девиз правления (нэнго) японского императора Го-Когона из северной династии, использовавшийся с 1361 по 1362 год.
В Южном Дворе в этот период правил император Го-Мураками с нэнго Сёхэй (1347—1370).

## Продолжительность
Начало и конец эры:
- 29-й день 3-й луны 6-го года Эмбун (по юлианскому календарю — 4 мая 1361);
- 23-й день 9-й луны 2-го года Коан (по юлианскому календарю — 11 октября 1362).

## Происхождение
Название нэнго было заимствовано:
- из 28-го цзюаня «Книги Тан»:「作治康凱安之舞」[3];
- из «Ши цзи чжэн и» (кит. 史記正義, пиньинь Shǐjì zhèngyì, буквально: «Правильный смысл „Исторических записок“»):「天下衆事咸得康安、以致天下太平」[3];

## События
даты по юлианскому календарю
- 1361 год (6-я луна 1-го года Коан) — на Киото обрушился целый ряд стихийных бедствий: сильный снегопад, пожар и землетрясение[6];
- 1361 год (1-й год Коан) — Сасаки Удзиёри основал дзэн-буддийский храм Эйгэн-дзи (яп. 永源寺) на территории современной префектуры Сига, его первым настоятелем стал Якусицу Гэнко (яп. 寂室 元光)[7];
- 1362 год (2-й год Коан) — Хосокава Киёудзи и Кусуноки Масанори захватили Киото, обратив сёгуна Асикагу Ёсиакиру в бегство; однако, Асикага через 20 дней вернул столицу под свой контроль[8];

## Сравнительная таблица
Ниже представлена таблица соответствия японского традиционного и европейского летосчисления. В скобках к номеру года японской эры указано название соответствующего года из 60-летнего цикла китайской системы гань-чжи. Японские месяцы традиционно названы лунами.
| 1-й год (Металлический Бык) | 1-я луна       | 2-я луна*  | 3-я луна* | 4-я луна  | 5-я луна* | 6-я луна  | 7-я луна* | 8-я луна   | 9-я луна    | 10-я луна* | 11-я луна | 12-я луна  |
| 16-й год Сёхэй              | 1-я луна       | 2-я луна*  | 3-я луна* | 4-я луна  | 5-я луна* | 6-я луна  | 7-я луна* | 8-я луна   | 9-я луна    | 10-я луна* | 11-я луна | 12-я луна  |
| --------------------------- | -------------- | ---------- | --------- | --------- | --------- | --------- | --------- | ---------- | ----------- | ---------- | --------- | ---------- |
| Юлианский календарь         | 6 февраля 1361 | 8 марта    | 6 апреля  | 5 мая     | 4 июня    | 3 июля    | 2 августа | 31 августа | 30 сентября | 30 октября | 28 ноября | 28 декабря |
| 2-й год (Водяной Тигр)      | 1-я луна*      | 2-я луна   | 3-я луна* | 4-я луна* | 5-я луна  | 6-я луна* | 7-я луна  | 8-я луна*  | 9-я луна    | 10-я луна* | 11-я луна | 12-я луна  |
| 17-й год Сёхэй              | 1-я луна*      | 2-я луна   | 3-я луна* | 4-я луна* | 5-я луна  | 6-я луна* | 7-я луна  | 8-я луна*  | 9-я луна    | 10-я луна* | 11-я луна | 12-я луна  |
| Юлианский календарь         | 27 января 1362 | 25 февраля | 27 марта  | 25 апреля | 24 мая    | 23 июня   | 22 июля   | 21 августа | 19 сентября | 19 октября | 17 ноября | 17 декабря |

* звёздочкой отмечены короткие месяцы (луны) продолжительностью 29 дней. Остальные месяцы длятся 30 дней.